# Oncocnemis euta
Oncocnemis euta là một loài bướm đêm trong họ Noctuidae.